# Лунное затмение 28 сентября 2015 года
| Полное Лунное затмение 28 сентября 2015 года | Полное Лунное затмение 28 сентября 2015 года |
| --- | -------------------------------------------- |
| |                                              |
| Продолжительность (час:мин:сек) |                                              |
| Полное | 1:11:55                                      |
| Частное | 3:19:52                                      |
| Полутеневое | 5:10:41                                      |
| Начало фаз (UTC) |                                              |
| P1 | 0:11:47                                      |
| U1 | 1:07:11                                      |
| U2 | 2:11:10                                      |
| Максимум | 2:47:07                                      |
| U3 | 3:23:05                                      |
| U4 | 4:27:03                                      |
| P4 | 5:22:27                                      |
| На изображении показаны почасовые положения Луны в период времени, близкий к затмению (Луна двигается с запада на восток, то есть справа налево). В 16 градусах к востоку от Луны в ночь затмения при помощи оптических инструментов можно было наблюдать Уран (зв. вел. 5,7). Жёлтая линия — эклиптика. В центре снимка обозначены земная тень и полутень |                                              |

Полное лунное затмение состоялось утром 28 сентября 2015 года. Это второе лунное затмение в 2015 году (предыдущее состоялось 4 апреля).
Продолжительность полутеневой фазы затмения составила 5 часов 11 минут, частной — 3 часа 20 минут, полного затмения — 1 час 12 минут. Во время затмения Луна находилась в созвездии Рыбы.

## Условия видимости
Затмение (целиком или лишь отдельными фазами) наблюдалось в Европе, Европейской части России, Ближнем и Среднем Востоке, в Африке, над Атлантическим океаном и в обеих Америках. При этом в Восточной Европе и Европейской части России полная фаза затмения наблюдалась уже в утренние часы, когда Луна была близка к закату, тогда как выход Луны из тени Земли был не виден (так как Луна к тому времени уже оказалась под горизонтом).

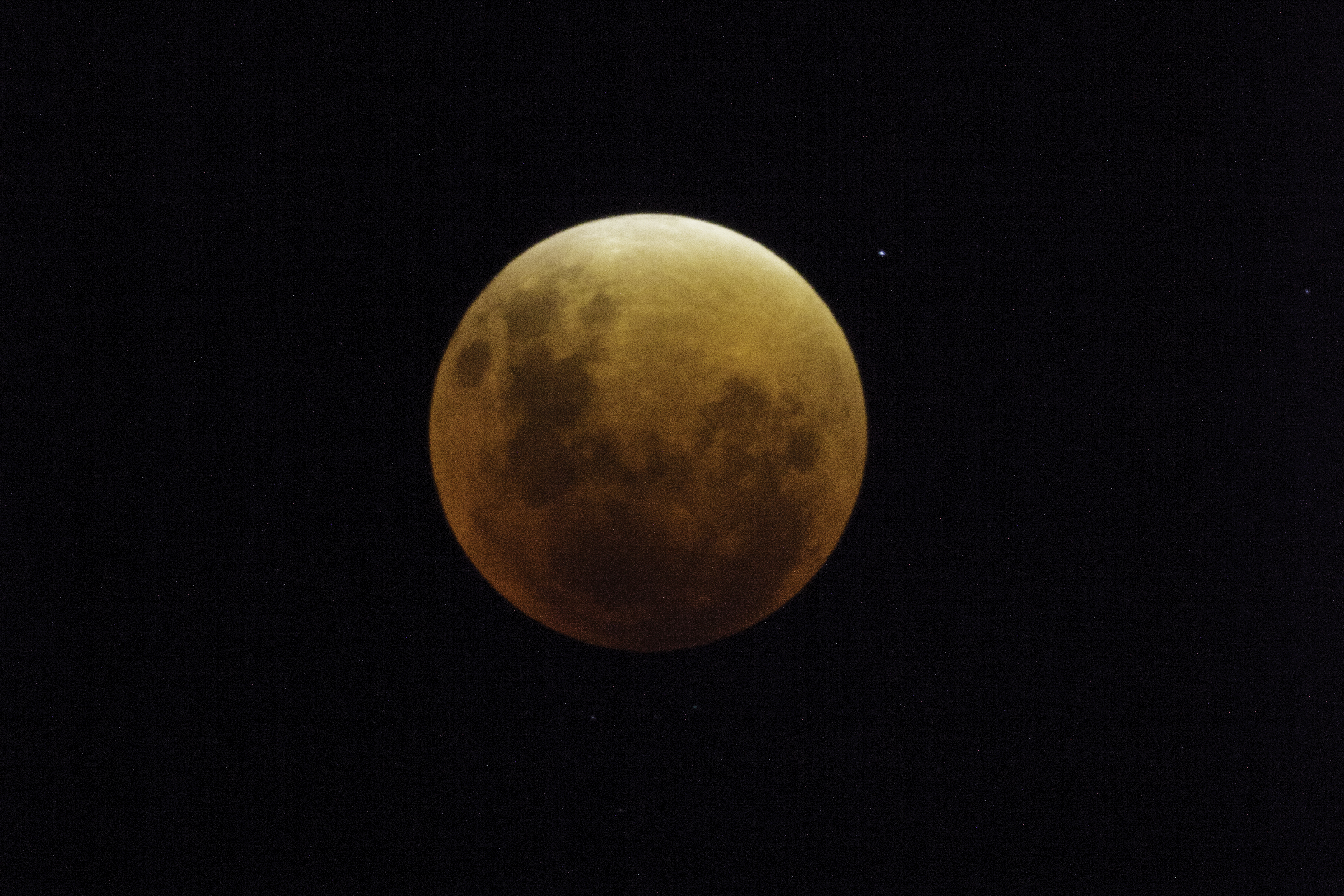
Так выглядело затмение в Южном полушарии (в Пунта-дель-Эсте), Луна перевернута по сравнению с видом из Северного полушария

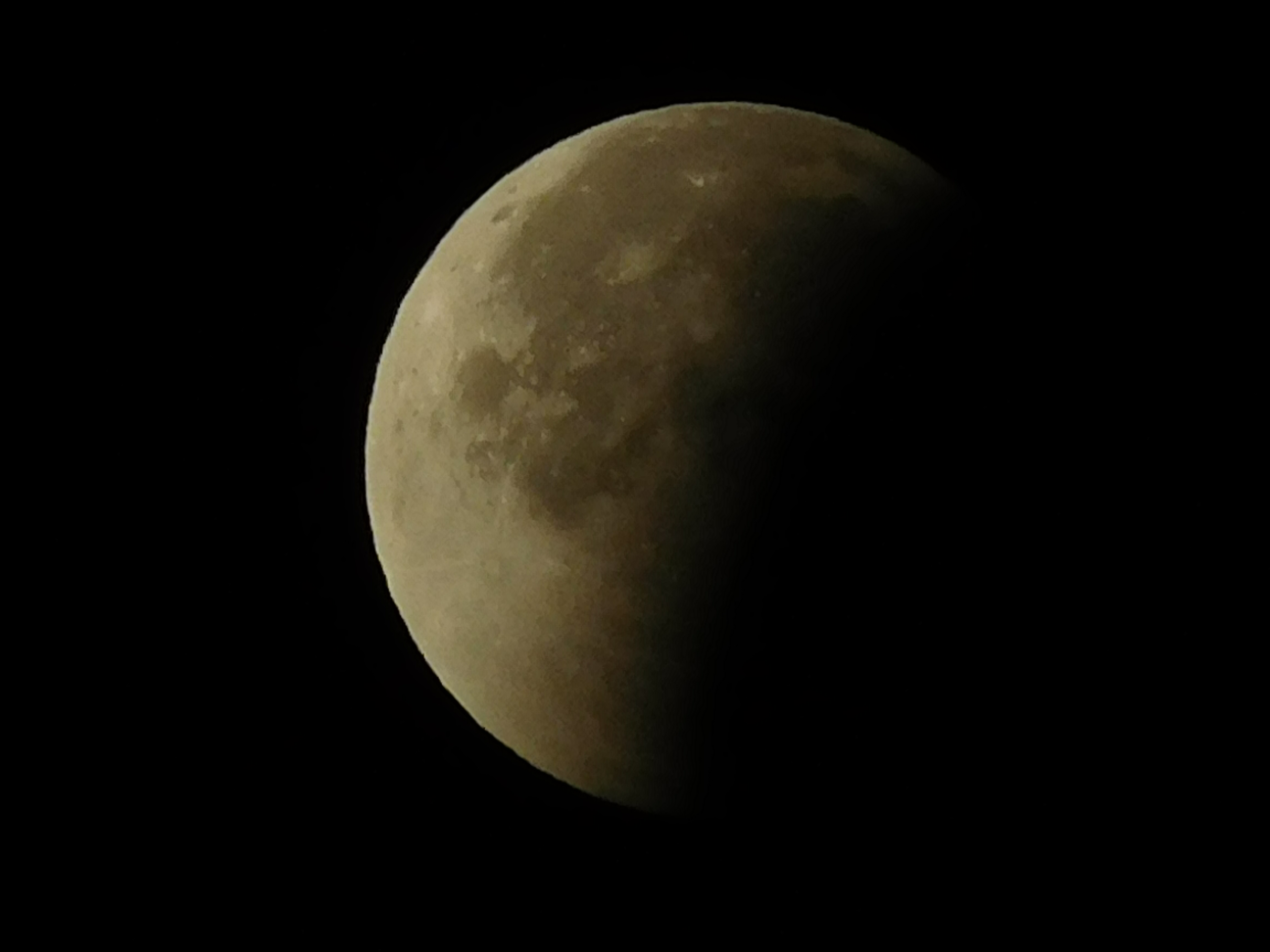
Затмение в департаменте Ньевр, Франция, 4:02 UTC (в 6:02 по местному времени)

| Области Земли, с которых было видно затмение (по центру — области наилучшей видимости) | Воображаемый вид Земли и её атмосферного кольца с Луны в момент максимума затмения |

## Общая информация о затмении
Лунное затмение происходит в периоды времени, когда Луна проходит через тень Земли. С началом затмения земная тень начинает затемнять край лунного диска (в связи с обращением Луны вокруг Земли с запада на восток Луна всегда входит в тень Земли своим восточным краем, для наблюдателей из Северного полушария он располагается с левой стороны). По мере вхождения Луны в тень Земли её затемнённые участки приобретают багрово-красный цвет благодаря тому, что Луна по-прежнему продолжает освещаться солнечными лучами, рассеиваемыми земной атмосферой (благодаря явлению, известному как Рэлеевское рассеяние, земная атмосфера сильнее всего рассеивает лучи голубого края спектра, тогда как лучи красного края достигают Луны в большем количестве и, отражаясь от неё, создают характерное красное окрашивание лунного диска).
На следующей анимации представлен приблизительный вид Луны из Северного полушария по мере прохождения ею земной полутени и тени во время данного затмения. Поскольку северный (верхний) полюс Луны расположен ближе к центру земной тени, он будет выглядеть более тёмным.

## Время начала отдельных фаз затмения
В данной таблице представлено время начала отдельных фаз затмения. Время указано по UTC; для перевода этих данных в московское время необходимо добавить три часа (так, начало полутеневого затмения в 0:11:47 по UTC соответствует его началу в 3:11:47 по московскому времени).
| P1 | Начало полутеневого затмения | 0:11:47 (UTC) |
| U1 | Начало частного затмения     | 1:07:11 (UTC) |
| U2 | Начало полного затмения      | 2:11:10 (UTC) |
|    | Максимум затмения            | 2:47:07 (UTC) |
| U3 | Конец полного затмения       | 3:23:05 (UTC) |
| U4 | Конец частного затмения      | 4:27:03 (UTC) |
| P4 | Конец полутеневого затмения  | 5:22:27 (UTC) |

Следует учесть, что полутеневая фаза затмения изменяет вид лунного диска крайне незначительно, поэтому для рядовых наблюдателей видимое затмение началось лишь с фазы U1 и закончилось с началом фазы U4.

## Интересный факт
Данное лунное затмение совпало с суперлунием, что случается примерно раз в два десятилетия (если учитывать только полные лунные затмения; при учёте также и частных, и полутеневых затмений подобное явление повторяется примерно раз в 6—7 лет, но не выглядит столь зрелищно). В момент максимума затмения расстояние от Земли до Луны составило около 356 900 километров, что является наиболее близким расстоянием от Земли до Луны в фазу полнолуния в 2015 году.